# 二村明広
二村 明広（ふたむら あきひろ）は、日本の医師、医学者。専門は腎臓内科学、透析療法。医学博士。
医療法人真生会真生会富山病院において、同病院の腎臓病治療および透析医療サービスの創設と発展を主導した中心人物として知られる。

## 経歴
富山医科薬科大学（現：富山大学）医学部を卒業後、同大学の第二内科に所属し、腎臓・循環器疾患分野の研鑽を積む。
2003年（平成15年）5月1日、身体障害者福祉法第15条に基づく「腎臓」領域の指定医師として富山県より認定される。
その後 医療法人真生会 真生会富山病院に移籍。2006年12月の人工透析室開設時に初代室長に就任し、同部門の立ち上げを主導した。2009年9月には、同病院に腎臓内科が正式に標榜された。
現在は、同病院において副院長、医局長、腎透析センター長、臨床工学科長という4つの要職を兼務している。この体制により、病院経営、医師管理、臨床サービス、技術部門（臨床工学技士）まで、腎臓病治療に関する全階層を統括するリーダーシップを発揮している。

## 資格
医学博士
日本内科学会認定内科医
日本腎臓学会認定腎臓専門医
日本透析医学会認定透析専門医
身体障害者福祉法第15条指定医（腎臓）

## 業績

### 臨床・研究
研究スタイルは、基礎研究からキャリアを開始し、その後は臨床現場で直面する具体的な課題の解決を主眼とする「実践的臨床研究」を特徴とする。そのテーマは、重篤な合併症の管理、多職種連携によるケア、患者のQOL（生活の質）向上、医療スタッフの教育、医療システムの改善など多岐にわたる。
また、西洋医学的アプローチに加え、漢方薬を用いた治療に関する症例報告も行っており、統合医療的な視点も有している。

### キャリアの変化
第1フェーズ：基礎研究（1990年代末～2000年代初頭）: 初期の研究は、ラットを用いた腎炎モデルに関する実験室レベルの基礎科学を行い、学術研究者としての科学的基盤を築く。   
第2フェーズ：臨床研究（2000年代中盤～2010年代）: 難治性ネフローゼ症候群や透析患者の合併症管理といった、具体的な臨床現場での課題解決に焦点を当てた症例報告を多数行い、臨床医として、また部門のリーダーとしての役割に移行する。   
第3フェーズ：システム・統合医療（2010年代後半～現在）: 近年の研究は、対人援助研修を通じたスタッフ教育といった医療システムの改善  や、漢方薬を用いた統合医療的アプローチ へと活躍の幅を広げる。個々の症例だけでなく、ケアシステム全体や患者の包括的なQOL向上に関心を寄せるリーダーとしての視点を培う。

### 主な学術論文
| 発表年   | 論文タイトル | 掲載誌 | 共著者                                                       | DOI / PMID |
| -------- | --- | --- | ------------------------------------------------------------ | ---------- |
| 2023     | 養腎降濁湯加減が有効であった慢性腎臓病ステージ G4の1例                                                                               | 漢方医学 | 平名 浩史, 清水 和彦, 二村 明広, 平谷 和幸, 他               | [ 6 ]      |
| 2019     | 麻痺性イレウスを呈し被嚢性腹膜硬化症との鑑別に苦慮した腹膜透析関連腹膜炎の一例                                                       | 腎と透析87 別冊腹膜透析2019:221-223                                                                                      | 波部 孝弘, 二村 明広, 古谷 正晴, 本多 正治                   | [ 7 ]      |
| 2010     | Respirology. :969-74 | Significance of the progression of respiratory symptoms for predicting community-acquired pneumonia in general practice. | 二村 明広, 他                                                |            |
| 2009     | (病院事業概要) | 難治性腹水に対して腹膜透析を導入した末期腎不全の1例                                                                      | 二村 明広, 他                                                |            |
| 2008/8/1 | 臨床皮膚科 第62巻 第9号 635-638 | 仙骨部の腫瘤と大臀筋に著明なアミロイドの沈着をみた全身性ALアミロイドーシスの1例」                                        | 二村 明広, 他                                                |            |
| 2005     | 癌と化学療法 | 合同カンファレンスを契機に患者と家族のコミュニケーションを改善し在宅療養へ移行できた1例                                  | 他                                                           |            |
| 2003     | 日本在宅医学会雑誌 | 在宅医療に移行した難治性ネフローゼ症候群の一例                                                                           | 二村明広                                                     |            |
| 2002     | Effects of leukocytosis and macrophage activation on anti-Thy 1.1 glomerulonephritis in the rat.                                     | Scandinavian Journal of Urology and Nephrology                                                                           | 二村 明広, 他                                                | [ 8 ]      |
| 1998     | Effect of the platelet-derived growth factor antagonist trapidil on mesangial cell proliferation in rats.                            | Nephron | 二村 明広, 泉野 公一, 中川 善郎, 高田 正往, 井上 博, 飯田 治 | [ 9 ]      |
| 1997     | Abnormal renal Ga scintigraphy as a marker of the responders to steroid therapy in renal dysfunction with tubulointerstitial lesion. | Toyama, Japan. Abstract/ 30th annual meeting of The american society of nephrology. November                             | 二村 明広                                                    |            |

### 主な学会発表
日本透析医学会学術集会・総会や日本腎臓学会、日本内科学会地方会などを中心に、継続的に講演を行っている。
| 発表年 | 学会名                               | 発表演題                                                                                     | 共同発表者                                                       |
| ------ | ------------------------------------ | -------------------------------------------------------------------------------------------- | ---------------------------------------------------------------- |
| 2025   | 第255回日本内科学会北陸地方会        | 抗ウイルス薬の再投薬で改善を得た透析患者のCOVID－１９肺炎の一例                              | 波部 孝弘, 田中 宏明, 二村 明広, 他                              |
| 2024   | 第69回日本透析医学会                 | 患者情報の一元化と共有を目指した試み                                                         | 若林 裕平, 棚田 安耶香, 小柳 和基, 桶 浩平, 千葉 友広, 二村 明広 |
| 2022   | 第67回日本透析医学会総会             | 縦隔膿瘍に仮性動脈瘤を形成した維持透析患者の一例                                             | 二村 明広, 横山 敏啓                                             |
| 2021   | 第66回日本透析医学会総会             | 自己導尿により透析導入遅延が認められた若年腎不全の一例                                       | 二村 明広, 和泉 秀俊, 森田 茜                                    |
| 2020   | 第65回日本透析医学会学術集会・総会   | MRSA敗血症後に併発した上腕骨骨髄炎の維持透析症例                                             | 二村 明広, 波部 孝弘, 小野地雄貴                                 |
| 2019   | 第64回日本透析医学会学術集会・総会   | 対人援助研修を用いた透析スタッフの教育                                                       | 二村 明広, 長久 栄子, 河相 覚                                    |
| 2018   | 日本透析医学会                       | カルニチン欠乏を招いたてんかん治療の維持透析症例                                             | 二村 明広, 波部 孝弘, 柳川 智恵, 他                              |
| 2018   | 第63回日本透析医学会                 | 意欲低下した血液透析患者に対する援助の考察～自己効力感・エンパワメントからの分析～           | 和泉 秀俊, 他, 二村 明広                                         |
| 2017   | 第62回日本透析医学会学術集会・総会   | インフルエンザＢ型ウイルス感染により肝障害をきたした血液透析の一例                           | 二村 明広, 波部 孝弘, 柳川 智恵, 他                              |
| 2016   | 第61回日本透析医学会学術集会・総会   | 白血球数の減少を伴った透析低血圧の一例                                                       | 二村 明広, 柳川 智恵, 平井 正子, 他                              |
| 2015   | 第60回日本透析医学会学術集会・総会   | 血液透析導入後に好酸球増加を伴い慢性脱髄性多発神経炎を併発した一例                           | 二村 明広, 加藤 伸治, 柳川 智恵, 他                              |
| 2014   | 第59回日本透析医学会総会             | 排液不良に対しＣＲＦ法を行った腹膜透析２症例の報告                                           | 二村 明広, 森田 茜, 宮本 晴江, 他                                |
| 2013   | 第58回日本透析医学会総会             | 高熱と意識障害をきたした透析患者の一剖検例                                                   | 二村 明広, 和泉 秀俊, 京谷 和哉, 他                              |
| 2012   | 第57回日本透析医学会総会             | 回転性めまいの治療に苦慮した透析患者の一例                                                   | 二村 明広, 本藤 有智, 田中 朋子, 他                              |
| 2011   | 第41回日本腎臓学会西部大会           | ミゾリビン隔日投与により関節痛の改善が得られたループス腎炎の一例                             | 二村 明広, 中西 正教, 吉田 良昌, 他                              |
| 2010   | 第40回日本腎臓学会西部大会           | 急性腎不全と急性呼吸不全を合併し緊急透析を行った代謝性アルカローシスの一例                   | 二村 明広, 中西 正教, 吉田 良昌, 他                              |
| 2009   | 第39回日本腎臓学会西部大会           | 難治性腹水に対して腹膜透析を導入した末期腎不全の1例                                          | 二村 明広, 堀田 孝裕, 中西 正教, 他                              |
| 2008   | 富山県透析医会                       | 診断に苦慮した血栓性血小板減少性紫斑病（TTP)の一例                                           | 二村 明広                                                        |
| 2007   | 第203回日本内科学会北陸地方会        | 当院におけるロスバスタチン投与患者の動脈硬化性疾患予防ガイドライン管理目標値の達成率について | 堀田 孝裕, 中西 正教, 他, 二村 明広, 他                          |
| 2005   | 第13回北陸腎疾患・血液浄化療法研究会 | IgA沈着を認めた微小変化型ネフローゼ症候群の一例                                              | 二村 明広                                                        |
| 2003   | 第14回日本在宅医療研究会学術集会     | 在宅医療に移行した難治性ネフローゼ症候群の一例                                               | 二村 明広                                                        |
| 2001   | 第183回日本内科学会北陸地方会        | AⅡ受容体拮抗薬により治癒しえたネフローゼ症候群の一例                                         | 二村 明広                                                        |

## 社会的活動
専門知識を地域社会へ還元するため、メディア出演や講演活動を積極的に行っている。

### メディア出演
テレビ
富山テレビ『BBTライブ』内コーナー「へルスケア」 - 「今の時期に気をつけたい熱中症について」と題して解説。
ラジオ
FMとやま『BEAUTIFUL MOMENT』 - 2020年、2022年、2025年など、複数回にわたりゲスト出演している。
寄稿文
中太閤山まちづくりだよりNo.127

### 講演活動
「いのち未来学校」や「生活＆終活フェスタ」といった市民向けのイベント・講座で、腎臓病や認知症などをテーマに多数の講演を行っている。
2024年9月22日 - 「認知症の介護と接し方」（生活＆終活フェスタ、金沢市）
2024年7月15日 - 「認知症の介護と接し方」（いのち未来学校、射水市救急薬品プラザ）
2024年6月22日 - 「いのちの支えるために大切な臓器 あなたの腎臓は大丈夫？」（歎異抄大学 医学講座、倉敷市）
2024年4月29日 - 「腎臓病について」（生活＆終活フェスタ、福井市）
2024年3月24日 - 「腎臓病にアレいい、アレだめ、アレって何？」（いのち未来学校、大門総合会館）
2023年1月15日 - 「高齢化社会と認知症対策」（いのち未来学校、射水市救急薬品プラザ）